# قائمة الأبرشيات الكاثوليكية في مصر
تتألف الكنيسة الكاثوليكية الرومانية في مصر حاليًا منبثقة من سلطة تبشيرية لاتينية معفاة و14 أبرشية كاثوليكية شرقية (ولا سيما مقاطعة بطريركية الأقباط الكاثوليك)، لكنها أسفرت أيضًا عن أكثر من 90 رؤية تيتولية.

## الأبرشيات الحالية

### لاتينية

#### الطقوس الرومانية
انظر أيضا: الكنيسة الرومانية الكاثوليكية
(معفى، أي يخضع مباشرة للكرسي الرسولي) النائب الرسولي لإسكندرية المصرية (اللاتينية)
- البطريركية اللاتينية للإسكندرية (عنوان طويل قبل قمعه، أبرشية في الأصل)

### الكاثوليكية الشرقية

#### طقوس الاسكندرية
انظر أيضا: الكنيسة القبطية الكاثوليكية
- بطريركية الاقباط الكاثوليك في الإسكندرية وشعبها المصري:
  - أبرشية الإسكندرية الكاثوليكية (أبرشية البطريرك الصحيحة)
  - أبرشية القبطية الكاثوليكية لأبو قرقاص
  - أبرشية الأقباط الكاثوليك في أسيوط
  - أبرشية الأقباط الكاثوليك بالجيزة
  - أبرشية الأقباط الكاثوليك في الإسماعيلية
  - أبرشية الأقباط الكاثوليك في الأقصر
  - أبرشية الأقباط الكاثوليك في المنيا
  - أبرشية سوهاج القبطية

#### الطقوس البيزنطية
انظر أيضا: كنيسة الروم الملكيين الكاثوليك
- الروم الملكيين الكاثوليك في الإسكندرية

#### طقوس الانطاكيه
انظر أيضا: الكنيسة المارونية , الكنيسة السريانية الكاثوليكية
- أبرشية القاهرة المارونية الكاثوليكية
- السريانية الكاثوليكية الأبرشية في القاهرة (سورية)

#### الطقوس الارمنية
انظر أيضا: الكنيسة الارمنية الكاثوليكية
- أبرشية الإسكندرية الكاثوليكية

#### الطقوس الكلدانية
انظر أيضا: الكنيسة الكلدانية الكاثوليكية
- الكنيسة الكلدانية الأبرشية بالقاهرة

## روابط خارجية
- GCatholic.org مع رؤية - والروابط السيرة الحالية
- دخول التسلسل الهرمي الكاثوليكي